# Дударова Вероніка Борисівна
Вероніка Борисівна Дударова (рос. Вероника Борисовна Дударова; 5 грудня 1916, Баку — 15 січня 2009, Москва) — російська диригентка, народна артистка СРСР. Представниця осетинського аристократичного роду Дударових. Майже 40 років керувала Московським державним симфонічним оркестром і довгі роки залишалася єдиною в СРСР жінкою-диригенткою.
У 1933—37 роках вчилася грі на фортепіано у П. А. Серебрякова в музичному училищі при Ленінградській консерваторії. У 1947 закінчила диригентський факультет Московської консерваторії у Н. П. Аносова, займалася також у Л. М. Гінзбурга. Дебютувала як диригентка в 1944 році. У 1947—1960 роках диригентка, у 1960—1989 головна диригентка і художня керівниця Московського державного академічного симфонічного оркестру. У 1991—2009 роках очолювала Симфонічний оркестр Росії.
Потрапила в книгу рекордів Гіннеса як диригентка, що залишалася за пультом понад півстоліття. У її честь названо одну з малих планет Сонячної системи — 9737 Дударова.